# Pyrgus carlinae
Pyrgus carlinae, gelegentlich auch Südwestalpen-Würfeldickkopf oder Ockerfarbiger Würfel-Dickkopffalter, ist ein Schmetterling aus der Familie der Dickkopffalter (Hesperiidae).

## Merkmale
Die Vorderflügellänge beträgt 13 bis 14 Millimeter. Auf den Vorderflügeln befindet sich ein schmaler weißer Zellfleck, der geteilt und C-förmig ist. Auf den Hinterflügeln sind undeutliche helle Flecken zu sehen. Die Unterseite der Hinterflügel ist grundsätzlich blass rötlichbraun. Darauf befinden sich kleine Diskalflecken in den Zellen zwei und drei sowie ein ausgeprägter Randfleck an Ader fünf. Die Oberseite des Weibchens ist gelblich übergossen und die weißen Flecken sind sehr klein beziehungsweise fehlen.
Die Eier sind rundlich und an beiden Enden abgeplattet. Die Außenseite ist von kräftigen Längsstreifen bedeckt.
Die Raupe ist schmutziggrün mit einem schwarzen Kopf. Sie ist stark behaart.
Die Puppe ist stark bläulich bereift. Die bräunliche Grundfarbe ist an den Segmentgrenzen zu sehen. Das schwarze Punktmuster ist aber noch verhältnismäßig gut zu sehen. Auf dem Thorax ist dorsal eine schwarze Längslinie ausgebildet.

## Geographisches Vorkommen und Habitat
Pyrgus carlinae ist in den Südwest- und westlichen Zentralalpen vom nordwestlichen Tessin westwärts verbreitet. Er hält sich auf mageren Alpenwiesen und Matten zwischen 1000 und 3000 Meter auf, überall dort wo Fingerkräuter (Potentilla) direkt auf dem Boden oder zwischen Felsen, oder zwischen Flechten und Moosen wächst.

## Lebensweise
Pyrgus carlinae ist univoltin, d. h., es wird nur eine Generation pro Jahr gebildet. Die Flugzeit der Falter reicht von Juni bis September, ist aber von der Höhenlage abhängig. Die Eier werden an der Blattunterseite der Raupennahrungspflanze abgelegt. Die vollentwickelte Eiraupe überwintert in der Eihülle. Die Entwicklung ist temperaturgesteuert. Unter künstlich warmen Zuchtbedingungen entwickelten sich die Raupen weiter bis zum Falter und ergaben im Dezember eine zweite Generation. Dies kommt unter natürlichen Bedingungen nicht vor. In der Natur schlüpft die Raupe im April und entwickelt sich relativ schnell. Sie lebt in einem Gehäuse zwischen den Blättern der Raupennahrungspflanze. Sie ernährt sich von Sternhaarigem Frühlings-Fingerkraut (Potentilla pusilla), Großblütigem Fingerkraut (Potentilla grandiflora), Potentilla tabernaemontani, Kriechendem Fingerkraut (Potentilla reptans), Rauhaarigem Fingerkraut (Potentilla hirta) und Frühlings-Fingerkraut (Potentilla neumanniana). Nach vier Häutungen verpuppt sich die Raupe Ende Juni bis Anfang Juli. Eine Ruhepause vor der Verpuppung scheint die Raupe nicht einzulegen. Unter künstlich kühlen Zuchtbedingungen (12 bis 15 °C) und Dunkelheit entwickelten sich die Raupen nur langsam und es wurde eine weitere Häutung eingeschaltet. Die Ausfälle war sehr hoch. Daraus wird gefolgert, dass zumindest tagsüber, sonnenbeschienene warme Orte für die Raupenentwicklung unerlässlich sind.

## Systematik
Der Spätsommer-Würfel-Dickkopffalter (Pyrgus cirsii) wurde früher als Unterart von Pyrgus carlinae betrachtet.

## Gefährdung
In Hochlagen ist die Art punktuell durch Tourismus und intensive Weidewirtschaft gefährdet.